# Chiesa di Santa Maria Maddalena (Brandico)
La chiesa di Santa Maria Maddalena è il principale edificio di culto cattolico del comune italiano di Brandico, in provincia e diocesi di Brescia. Sede parrocchiale, fa parte della zona pastorale della Bassa Occidentale.

## Storia
L'antica pieve, sin dalle origini dedicata a Maria Maddalena, fu fondata nel corso del XI secolo, su terre bonificate ad opera del priorato cluniacense di Ognato. Fino al XIV secolo essa estendeva la sua giurisdizione sulle parrocchie di Longhena, Frontignano, Bargnano, Meano e Corzano. 
Verso la fine del XVI secolo, come testimoniato dalle visite pastorali di quel periodo, la chiesa plebanale presentava varie criticità, che rendevano necessaria la ricostruzione. I lavori, iniziati nel 1592, durarono fino al 1594. 
Alla fine del XVIII secolo la chiesa fu ricostruita, su disegno di Antonio Marchetti, per volontà dell'arciprete Carlo Francesco Marini e nel 1826 fu consacrato dal vescovo di Brescia Gabrio Maria Nava. 
Nel 1926 l'arciprete Stefano Codenotti fece eseguire vari lavori all'edificio, posizionando nuovi altari, un nuovo pavimento e commissionando un gruppo scultoreo composto da rappresentazioni del Crocifisso, della Madonna, della Maddalena e di san Giovanni apostolo.
Tra il 1971 e il 1975, secondo quanto stabilito dal Concilio Vaticano II, furono rimosse le balaustre dal presbiterio e fu aggiunta una mensa eucaristica lignea, rivolta verso l'aula. All'inizio degli anni '90 fu completato l'apparato decorativo dell'edificio e fu spostato il fonte battesimale, prima posto in una cappella laterale sul lato sinistro dell'edificio, davanti all'altare sinistro.

## Descrizione

### Esterno
La chiesa, orientata sull'asse est-ovest, è composta da un corpo centrale rettangolare, affiancato da due cappelle per lato e chiuso sul lato orientale da un presbiterio, anch'esso rettangolare e da un'abside semicircolare.
L'edificio è anticipato da un ampio sagrato. Sul lato sinistro del sagrato, in prossimità della facciata, si innalza il campanile, a base quadrata. Esso fu costruito tra il XV e il XVI secolo, mentre la cella campanaria sommitale, in pietra bianca, è del XVIII secolo.
L'esterno si presenta grezzo, con alcune pietre recuperate dall'edificio precedente. La facciata è scandita in due registri: quello inferiore, impostato su un basamento (che prosegue lungo l'edificio) presenta quattro semicolonne in pietra bianca che inquadrano al centro il portale di ingresso, decorato da un cornicione anch'esso in pietra bianca; quello superiore è scandito da quattro lesene, prosecuzione di quelle inferiori, squadrate e in mattoni a vista, le quali racchiudono al centro un finestrone quadrangolare, decorato da un cornicione bianco. La facciata è coronata da un timpano triangolare sfalsato, contenente al centro una apertura ovale.

### Interno
L'aula, scandita da coppie di lesene alternate a cappelle laterali, è coperta da una volta a vela che prosegue nel presbiterio; il catino absidale è invece a semi-cupola. 
Le cappelle laterali presentano quattro altari, e nella prima cappella a sinistra si trova anche il fonte battesimale, recuperato dall'edificio più antico.
Ai lati del presbiterio, posto su un piano leggermente rialzato rispetto a quello dell'aula, si trovano due cantorie, di cui quella destra contiene l'organo, costruito dalla ditta Pedrini di Binanuova nel 1910. Esso, restaurato tra 2010 e 2014, costituisce il primo esemplare prodotto di organo Pedrini. Sull'abside semicircolare, infine, si imposta la soasa dell'altare maggiore.